# Hostinec U modrého lva
U Modrého lva byl nejstarší brněnský zájezdní hostinec, postaven byl na Starém Brně v místě dnešní křižovatky ulic Křížové, Václavské a Křídlovické snad už na začátku 13. století a fungoval nepřetržitě až do 20. století.
První písemná zmínka o hostinci je z roku 1243, kdy král Václav I. udělil Brnu mílové právo, což znamenalo, že do jedné míle od města nesměl existoval žádný hostinec. Výslovně stanovenou výjimkou byl právě zájezdní hostinec „U modrého lva“, poskytující pocestným, kteří po starodávné obchodní stezce cestovali do Brna a kteří se museli přebrodit přes nedalekou Svratku, nutný odpočinek. Po postavení mostu nabízel ještě koňskou přípřež, protože do tehdejšího Brna stoupala prudká cesta až ke Starobrněnské bráně, stojící v místech dnešního Šilingrova náměstí. Hostinec provozoval městský písař, později se dostal do majetku královny Elišky Rejčky, jež jej odkázala klášteru cisterciaček, který nedaleko na dnešním Mendlově náměstí založila. Klášter v hostinci vařil pivo a čile s ním obchodoval. Po zrušení kláštera Josefem II. měnil často majitele, stále ale fungoval jako vyhlášený zájezdní hostinec. K roku 1826 měl např. čtyři konírny pro celkem 80 koní a velkou zahradu. Vyjížděl odsud také dostavník do Mikulova, zvaný Mikulovský parník.
Změnou možností cestování v moderní době ovšem postupně přestal vyhovovat, v roce 1934 byl stržen a na jeho místě byla roku 1963 postavena budova spořitelny a pošty. Na upomínku byla ale na její boční fasádě brněnským malířem Milanem Klvaňou vytvořena mozaika modrého lva.

### Staré fotografie

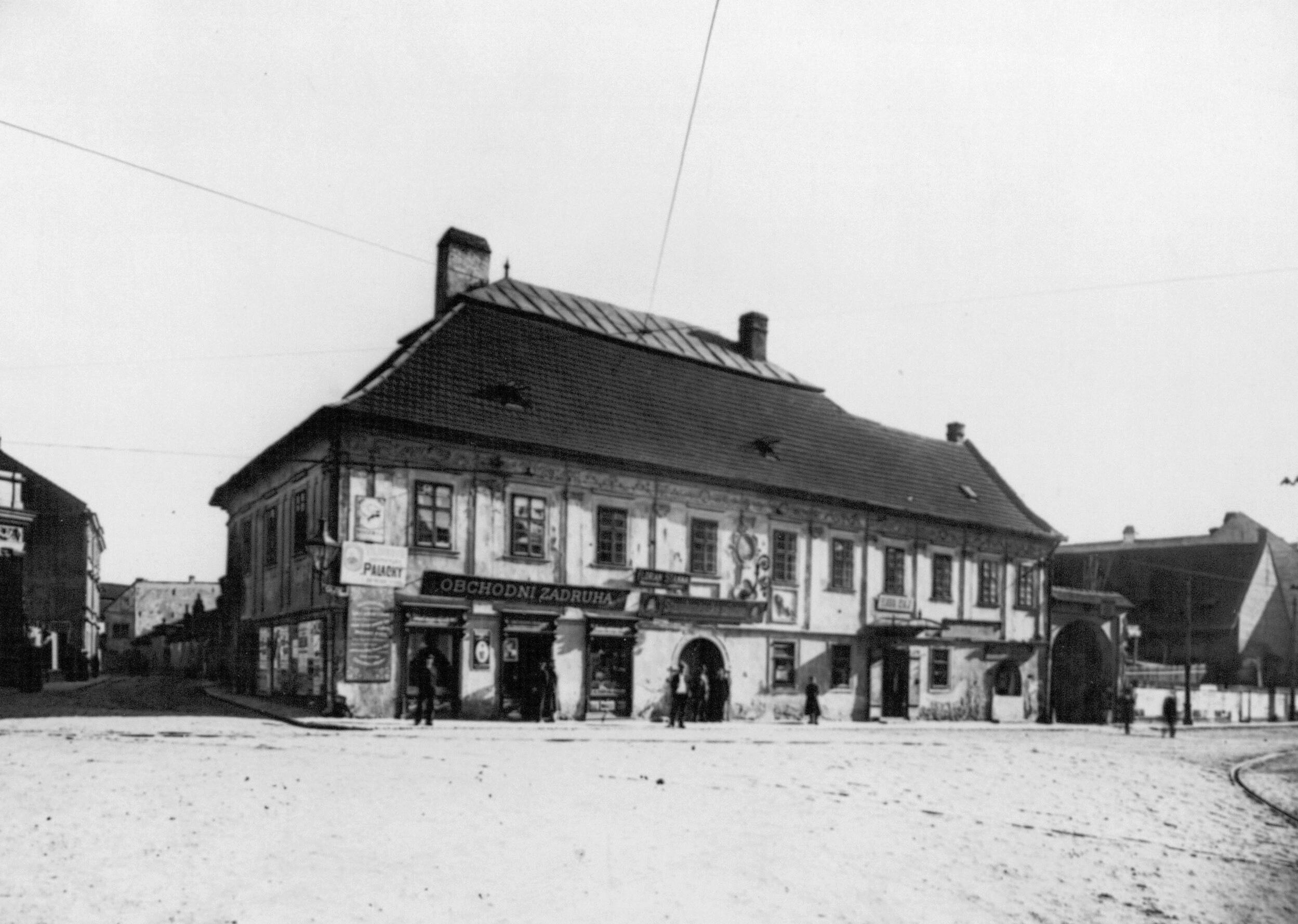
Fotografie hostince od Josefa Kunzfelda, 1890
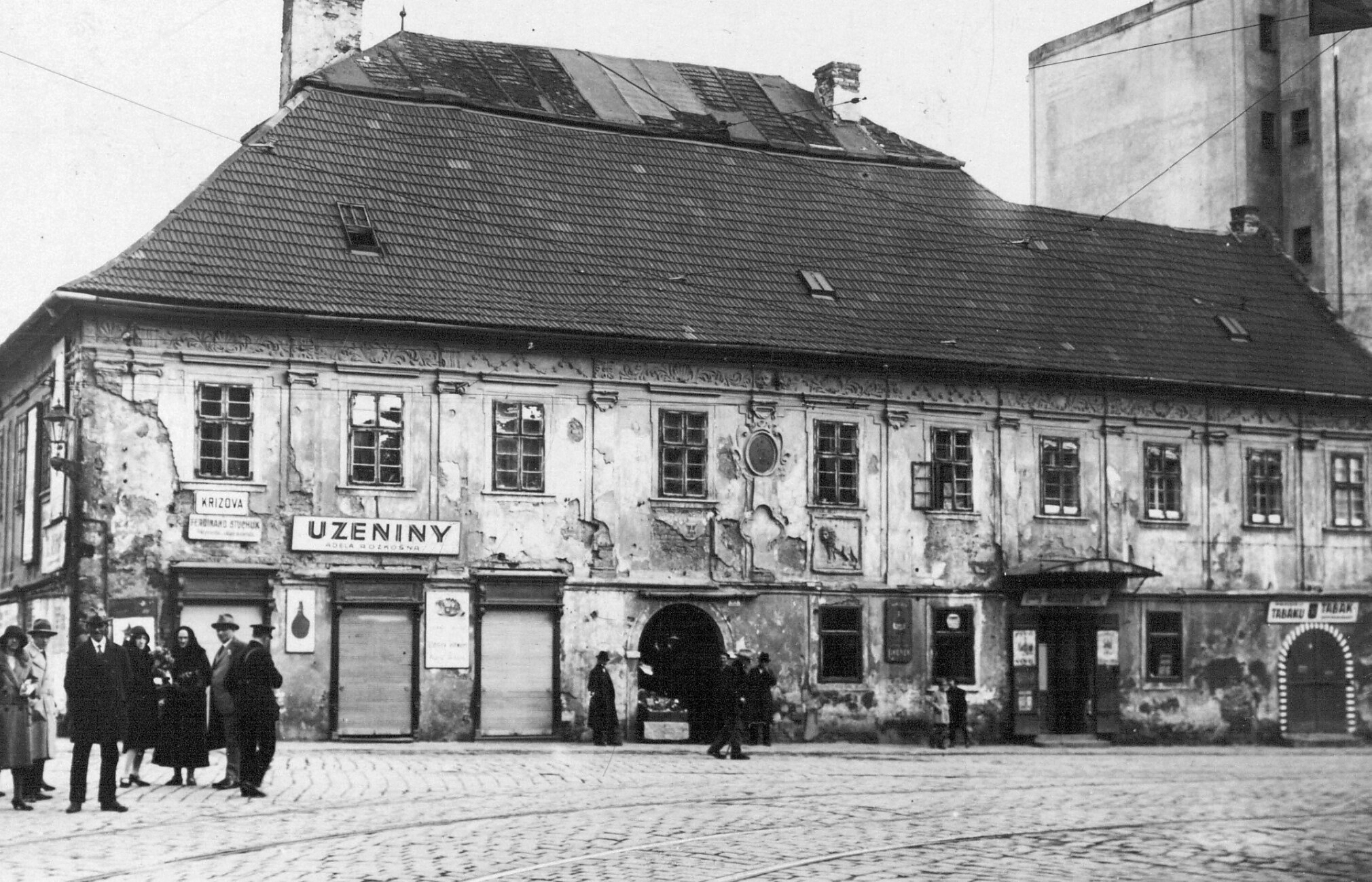
Asi 1906
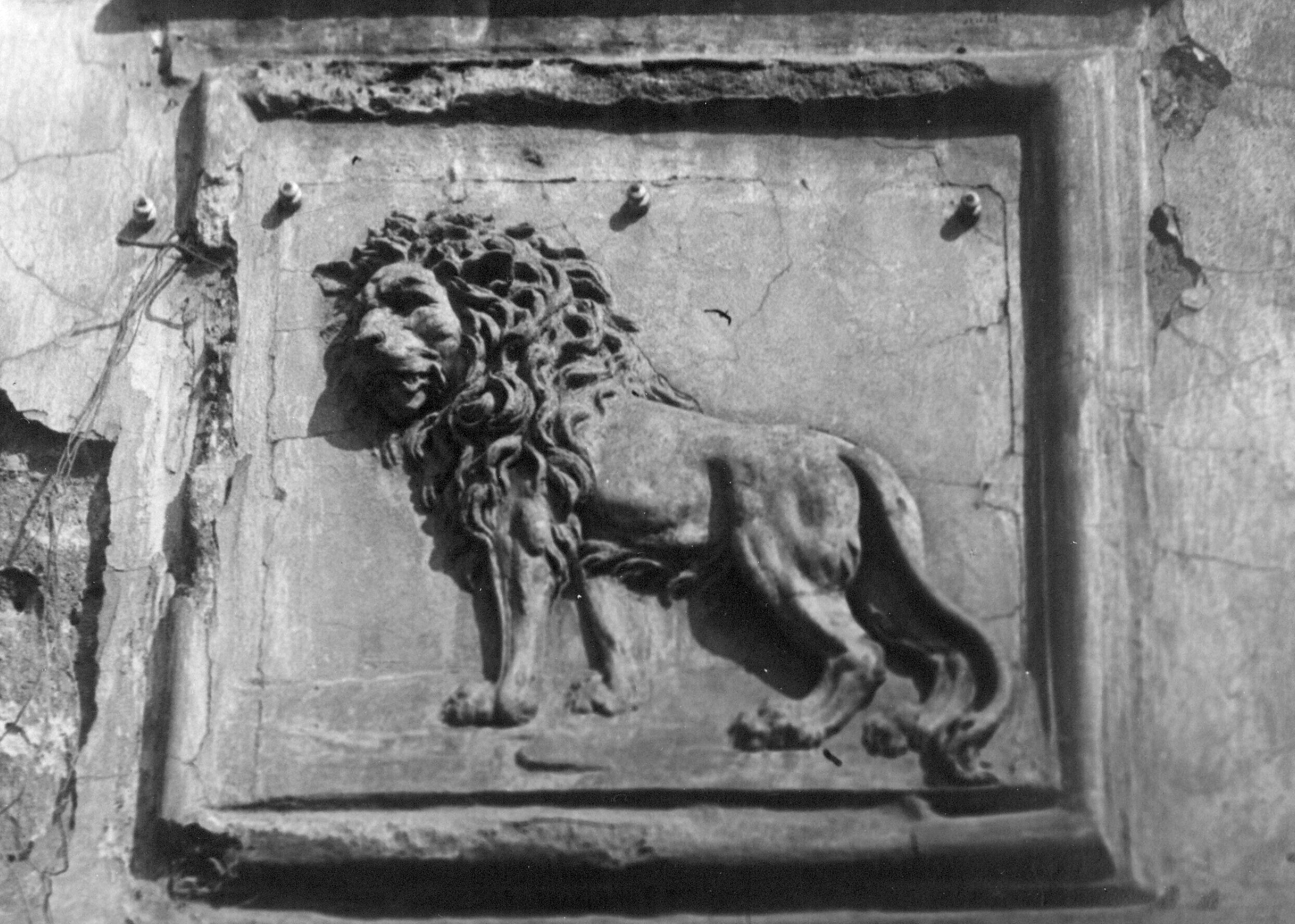
Detail reliéfu lva, asi 1906
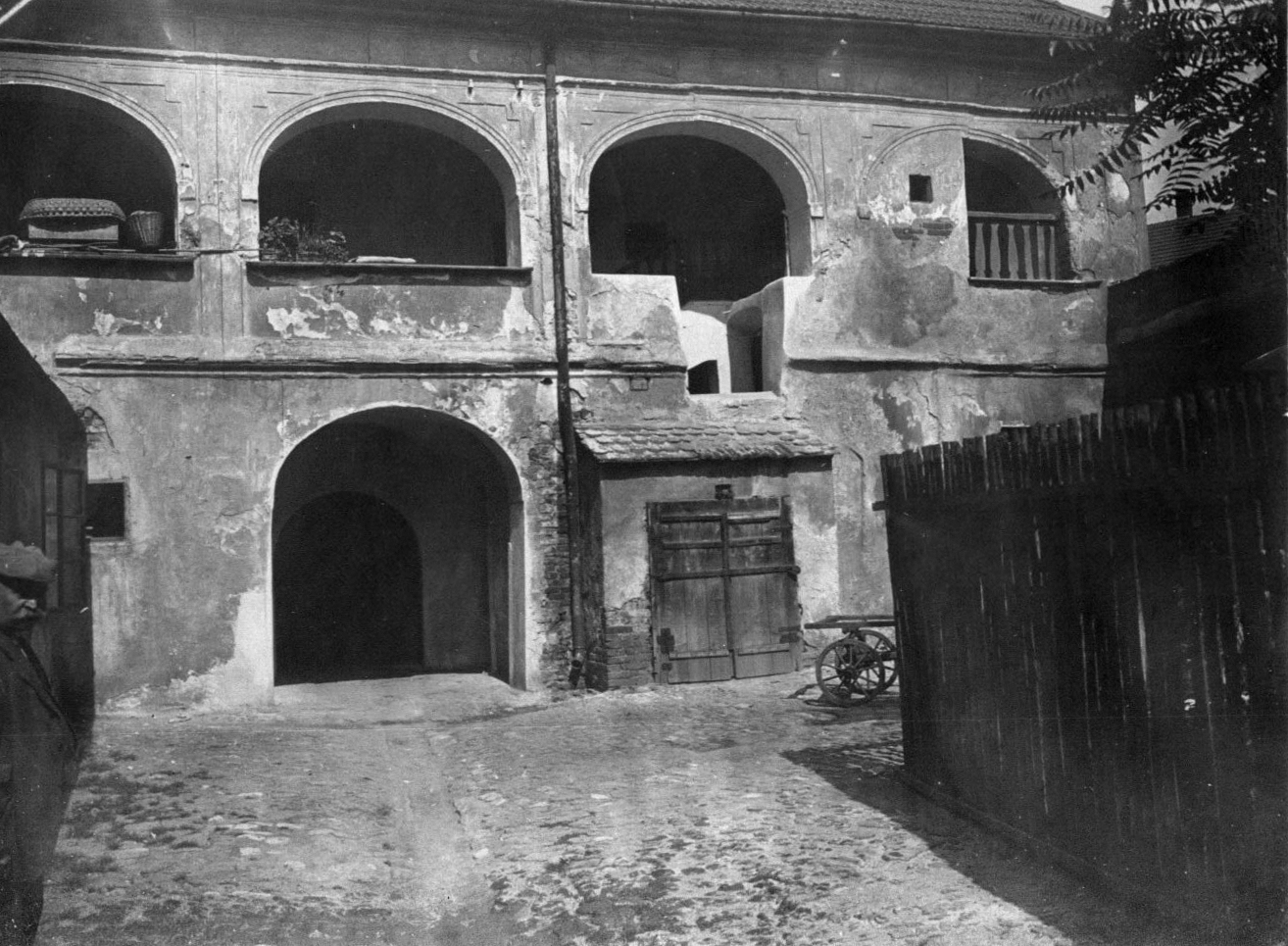
Dvůr hostince, asi 1906